# Appendicularia (thực vật)
Appendicularia là một chi thực vật trong họ Mua.

## Các loài
- Appendicularia entomophila
- Appendicularia thymifolia